# Xming
Az Xming egy X11 grafikus terminál szerver a Microsoft Windows operációs rendszerhez, beleértve Windows XP-t vagy későbbi verziókat.

## Funkciók
Az Xming egy X Windows megjelenítő szerver, hagyományos egyszerű X alkalmazások, eszközök és fontok halmaza. Olyan funkciókkal van ellátva, mint pl. a számos nyelv támogatása és vannak Mesa 3D, OpenGL, és GLX 3D grafikus kiterjesztési képességei is.
Az Xming X szerver a Cygwin/X-en és X.Org Szerveren alapul. Kereszt fordítással Linuxon fordítják a MinGW fordító csomaggal és Pthreads-Win32 többszálú könyvtár felhasználásával. Az Xming natív módon fut a Windowson és nincs szükséges semmilyen külső emulációs szoftverre.
Az Xming használható az Secure Shell (SSH) implementációval együtt, hogy biztonságosan továbbítsa az X11 munkameneteket  más számítógépekről. Támogatja a PuTTY-t és ssh.exe-t, és jön a PuTTY plink.exe-vel. Az Xming projekt szintén nyújt a PUTTY egy hordozható változatát.
A szoftvert ajánlják szabad szoftver könyvek szerzői, amikor szabad X szerverre van szükség és úgy jellemzik, mint egyszerű és könnyen telepíthető kevesebb konfigurációt igénylő, nem úgy mint más népszerű szabad szoftver választások, mint pl. Cygwin/X.

## Újabb kiadások
Adományozni kötelező az új kiadások letöltéséhez (2007 óta).  Adományozás vagy vásárlás lehetővé teszi a felhasználó számára a letöltést egy évig. Léteznek nyilvános kiadásai is, amelyek letölthetők adományozás nélkül is a Sourceforge-ról. A jelen cikk írásakor a nyilvános kiadás működik a Windows 7 x64-en is.

## Fordítás
Ez a szócikk részben vagy egészben  a   Xming című angol Wikipédia-szócikk ezen változatának fordításán alapul.  Az eredeti cikk szerkesztőit annak laptörténete sorolja fel. Ez a jelzés csupán a megfogalmazás eredetét és a szerzői jogokat jelzi, nem szolgál a cikkben szereplő információk forrásmegjelöléseként.